# Никельдититан
Никельдитита́н — бинарное неорганическое соединение, интерметаллид никеля и титана с формулой Ti2Ni,
кристаллы.

## Получение
- Сплавление стехиометрических количеств чистых веществ[2]:

{\displaystyle {\mathsf {Ni+2Ti\ {\xrightarrow {900^{o}C}}\ Ti_{2}Ni}}}

## Физические свойства
Никельдититан образует кристаллы кубической сингонии, пространственная группа F d3m, параметры ячейки a = 1,1278 нм, Z = 32.
Соединение образуется по перитектической реакции при температуре 984 °C.